# Légion d'honneur D.P.L.V.
Légion d'honneur D.P.L.V. est une association de personnes titulaires de la croix de la Légion d'honneur et D.P.L.V. (Décorés au péril de leur vie pour faits de guerre ou d'héroïsme civil). Elle a été fondée le 25 janvier 1927 par Maurice d'Hartoy, fondateur des Croix-de-Feu, « sous le haut patronage du soldat inconnu mort pour la France, en réaction aux nominations abusives ».

## Historique
Interpellé par l'attribution parfois contestée de certaines croix de la Légion d'honneur au cours des années qui suivirent la fin de la Première Guerre mondiale, Maurice d'Hartoy, ancien combattant de 1914-1918, et qui sera, par la suite, ministre plénipotentiaire, officier de la Légion d'honneur, deux fois blessé au combat décide, avec l'aide de quelques amis, de fonder en 1927 l'Association des membres de la Légion d'honneur décorés au péril de leur vie.
L'association des membres de la Légion d’honneur décorés au péril de leur vie a été créé, à Paris, au siège des « grands mutilés », 10 rue Saint-Louis-en-l'Île. Maurice d'Hartoy a reçu l’appui émouvant de Léon Démogé, président des « plus grands invalides de guerre » ; Georges Scapini, président des « aveugles de guerre » ; le colonel Picot, président des « gueules cassées » ; le colonel Fabry, président des « officiers mutilés » ; Lucien Garans, grand mutilé de guerre ; Charles Vaillant, radiologue, amputé des deux bras au service de la science », désigné président d'honneur de l'association.
Les statuts furent déposés à la préfecture de Paris le 25 janvier 1927 et, un an plus tard, le premier bulletin de l'association - La France héroïque - faisait connaître la déclaration initiale, véritable profession de foi des fondateurs, sur la base de laquelle devaient être définis les statuts. Son siège social se situe au 14, rond-point des Champs-Élysées, dans les locaux du quotidien Le Figaro, propriété de François Coty, mécène de l'association. L'association est présidée par le colonel Prosper Josse, sénateur.
Si les circonstances ne sont plus tout à fait les mêmes aujourd'hui, les légionnaires civils et militaires décorés au péril de leur vie éprouvent cependant le besoin de se compter, de se connaître et de concourir par leur exemple et leur action à la défense du prestige de l'ordre auquel ils sont particulièrement fiers d'appartenir.
Ils savent très bien que la Légion d'honneur n'a pas été créée pour eux seuls et, loin de prétendre monopoliser le mérite, ils ne contestent nullement ceux qui ont été dans l'ordre pour d'autres motifs et notamment pour des services éminents rendus à la science, aux arts, à l'industrie et d'une façon générale au pays.
L'association n'admet que les légionnaires pouvant justifier que leur nomination, ou l'un de leur grade dans l'ordre a été obtenu en récompense d'actes de courage accomplis au service de la France et au péril de leur vie.
Si sa vocation principale n'est pas sociale, elle ne se désintéresse pas du sort de ses adhérents et s'efforce de les protéger et de les aider en toutes circonstances.